# Ulrika Skarby
Ulrika Skarby, född 1973 i Uppsala, är en svensk operasångerska. Hon är utbildad vid Operahögskolan i Stockholm, Operastudio 67 samt Malmö musikhögskola. Som debutroll räknar hon Carmen i Carmen av Bizet på Parkteatern i Stockholm.
Ulrika Skarby är en av medlemmarna i Operaimprovisatörerna, som framträtt bl.a. på Boulevardteatern, Folkoperan och i Sveriges Radio. Ofta anlitad som solist i olika konsertsammanhang, till exempel Mozarts Requiem i Norrköping, P2:s konsertserie Sju äss i leken, Musik vid Siljan. 

## Roller (urval)
- Isabella i Italienskan i Alger (Rossini) – Läckö slott[2][3]
- Preziosilla i Ödets makt (Verdi) – Ystadoperan
- Fedra i Hipolyte et Aricie (Rameau) – Folkoperan, Stockholm
- Sekreteraren i Konsuln (Menotti) – Folkoperan[1][4]
- Hanna Glavari (inhopp) i Glada änkan (Lehár) – Folkoperan
- Frau Reich i Muntra fruarna i Windsor (Nicolai) – Skånska operan